# ドニエストル川

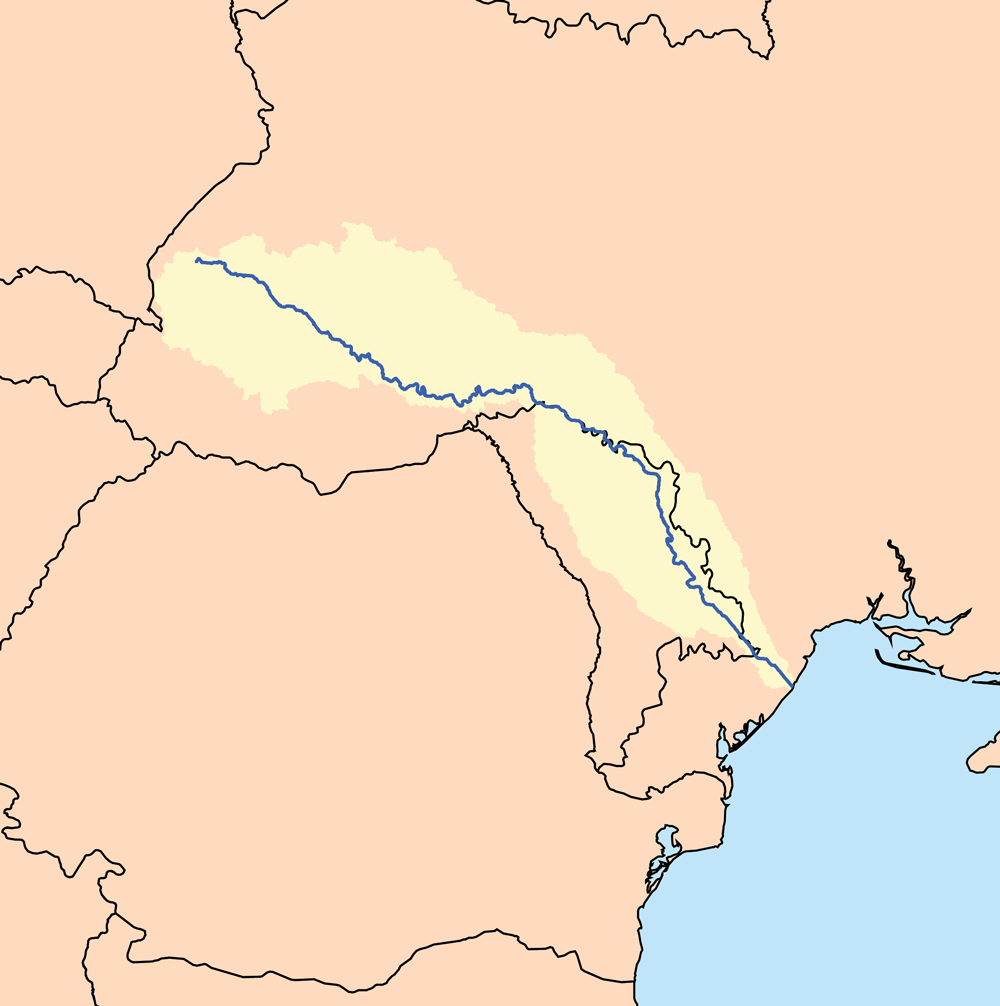
ドニエストル川の位置

ドニエストル川（ドニエストルがわ、ロシア語:Днестрドニェーストル；ウクライナ語:Дністерドニステール；モルドバ語/ルーマニア語:Nistru/Ниструニストル）は、ポーランド国境に近いウクライナ西端・リヴィウ州のドロホブィチ付近から発し、ウクライナとモルドバ共和国の国境を形成しながら南ブジャク地方を貫流し、トランスニストリアでドニエストル潟を経てオデッサ州の黒海に注ぐ河川。総延長は、1,362 km。ドニエストル川下流では川の西岸は高地で起伏があるが、東岸は低地となっている。ドニエストル川から東がユーラシア・ステップと言える。
支流にストルィーイ川、ズブルチ川、スモトルィチ川、ビク川、ラウト川がある。
蛇行するドニエストル川の沿岸に三日月湖およびヤナギ、トネリコ属、ニレ、ポプラなどの河畔林が多く、下流部にはヨシ原も広がり、一帯は生物多様性のホットスポットである。上流部のドニエストル峡谷にはカワアイサ、ホオジロガモ、ミコアイサなど、中流部にはワシミミズク、オオタカ、マガモ、ホオジロガモ、コブハクチョウ、キンクロハジロ、シマアジ、オカヨシガモ、コウモリおよび魚類のZingel zingelなど、下流部にはウズラクイナ、コビトウ、アオガン、メジロガモ、ウスハイイロチュウヒ、オジロワシ、ニシハイイロペリカン、ハイイロガン、モモイロペリカン、クロハラアジサシおよび魚類のドナウイトウ、Umbra krameri、オオチョウザメ、ホシチョウザメなどが生息している。上流部のドニエストル峡谷、中流部のドニエストル貯水池のバコタ湾、ウクライナのリャドーワとムラファ付近およびモルドバのウングリとホロシュニツァ付近の氾濫原、下流部のモルドバ域内、分流のトゥルンチュク川との間の氾濫原一帯およびドニエストル潟北部などはラムサール条約登録地である。
ドニエストルという川の名はサルマタイの言葉で「近くの川」を意味する。反対にドニエプル川は彼らの言葉で「はるか遠くの川」の意味である。

## 沿岸の都市

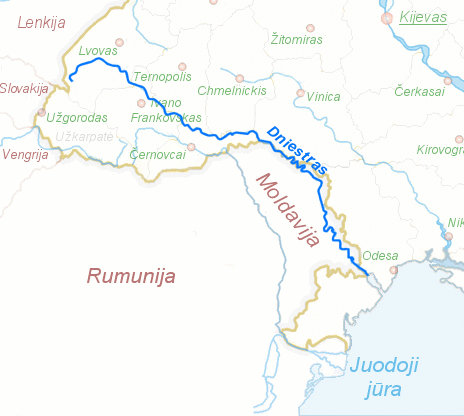
ドニエストル川

*は川に跨るか、川に接している都市

### ウクライナ
- スタールィイ・サンビル（英語版）（ウクライナ語: Старий Самбір）*
- サンビル（ウクライナ語: Самбір）*
- ドロホブィチ（ウクライナ語: Дрогобич、イディッシュ語: דראהביטש）
- ストルィーイ（英語版）（ウクライナ語: Стрий）
- ホドリウ（英語版）（ウクライナ語: Ходорів）
- カールシ（英語版）（ウクライナ語: Калуш）
- ブルシュトィン（英語版）（ウクライナ語: Бурштин、イディッシュ語: בורשטין）
- ハールィチ（ウクライナ語: Галич、イディッシュ語: העליטש）*
- イヴァーノ＝フランキーウシク（ウクライナ語: Івано-Франківськ、イディッシュ語: איוונו-פרנקיבסק）
- ブチャチ（英語版）（ウクライナ語: Бучач）
- チョルトキウ（ウクライナ語: Чортків、イディッシュ語: טשארטקאוו）
- ホロデンカ（英語版）（ウクライナ語: Городенка）
- ミリーニツァ・ポジーリシクィイ（英語版）（ウクライナ語: Мельниця-Подільська）
- ホトィン（英語版）（ウクライナ語: Хотин、イディッシュ語: חוטין）*
- モヒリーウ・ポジーリシキー（ウクライナ語: Могилів-Подільський、イディッシュ語: פודולסקי מויליב）*
- ヤームピリ（ウクライナ語: Ямпіль）*

### モルドバ（沿ドニエストル共和国を含む）
- ソロカ（英語版）（モルドバ語: Soroca、イディッシュ語: סאָראָקע）*
- ルィブニツァ（モルドバ語: Rîbnița、イディッシュ語: ריבניץ）*
- ドゥベサリ（モルドバ語: Dubăsari、イディッシュ語: דובאסאר）*
- キシナウ（モルドバ語: Chișinău、イディッシュ語: קעשענעוו）
- ティラスポリ（モルドバ語: Tiraspol）*
- ベンデル（モルドバ語: Bender、Tighinaとも）*